# Sperrkreis
In der Elektrotechnik ist ein Sperrkreis eine Anordnung, die eine bestimmte Frequenz einer elektrischen Schwingung sperrt, weil dessen Widerstand hier besonders groß ist. Er kann durch einen Parallel-Schwingkreis realisiert werden, der in die Signalleitung geschaltet ist.

## Allgemeines

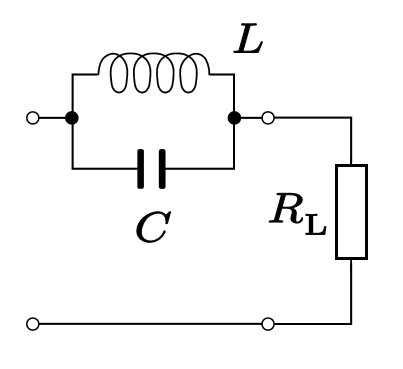
In der Umgebung der Resonanzfrequenz blockiert der Sperrkreis bestehend aus C und L den Strom durch den Lastwiderstand R_{L}

Die Sperrfrequenz folgt aus der Thomsonschen Schwingungsgleichung und beträgt:
{\displaystyle f={\frac {1}{2\pi {}{\sqrt {LC}}}}}
Dabei ist f die Sperrfrequenz, L die Induktivität der Spule und C die Kapazität des Kondensators, der Schwingkreis befindet sich dabei in Resonanz.
Für diese Frequenz f sind die komplexen Wechselstromwiderstände von Spule ({\displaystyle \mathrm {X} _{L}}) und Kondensator ({\displaystyle \mathrm {X} _{C}}) im Betrag gleich groß, besitzen jedoch unterschiedliche Vorzeichen im Imaginärteil.
{\displaystyle |\mathrm {X} _{L}|=\omega L={\frac {1}{\sqrt {LC}}}\cdot L={\frac {\sqrt {LC}}{LC}}\cdot L={\frac {1}{{\frac {1}{\sqrt {LC}}}\cdot C}}={\frac {1}{\omega C}}=|\mathrm {X} _{C}|}
mit der Kreisfrequenz {\displaystyle \omega }.
Daraus ergibt sich, dass die Ströme im Kondensator- und Spulenzweig gleich groß sind und antiparallel verlaufen. Nach außen heben sie sich auf, woraus sich die Hochohmigkeit ergibt. {\displaystyle \omega L} bzw. {\displaystyle {\frac {1}{\omega C}}} ist bei fres der Kennwiderstand des Schwingkreises. Je geringer er im Vergleich zur Impedanz der Signalleitung ist, desto selektiver beziehungsweise schmalbandiger ist die Sperrwirkung. Das liegt daran, dass dessen Dämpfung durch die Leitungsimpedanz dann geringer ist.
Da Schwingkreise mit niedrigem Kennwiderstand nur mit geringerer Güte realisierbar sind als solche mit hohem Kennwiderstand, greift man oft zum Mittel der induktiven Ankopplung, was auch die Einhaltung der Leitungsimpedanz außerhalb des Sperrbereiches erleichtert.

## Anwendungen

### Störunterdrückung

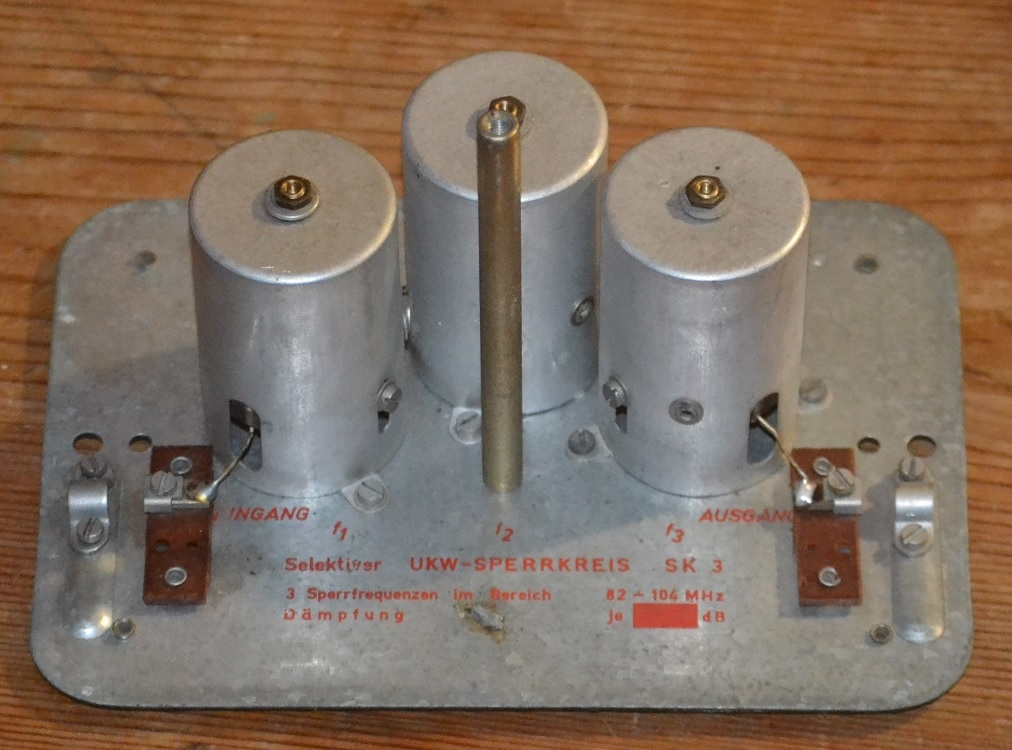
UKW-Sperrkreis für drei diskrete einstellbare Frequenzen, Größe etwa 200 mm

In einem Antennenkabel oder auch im Antennendraht einer Drahtantenne wird durch elektromagnetische Wellen ein Gemisch von Wechselströmen unterschiedlicher Frequenzen und Amplituden induziert. Wenn man am Empfang eines schwachen Senders interessiert ist, neben dessen Frequenz ein starker Sender einfällt, schaltet man einen Sperrkreis in die Antennenleitung, der auf die Frequenz des starken Senders abgestimmt ist. Der Sperrkreis ist auf allen Frequenzen außerhalb seiner Resonanzfrequenz niederohmig und lässt diese passieren. Nur bei und in unmittelbarer Umgebung seiner Resonanzfrequenz wirkt er wie ein hochohmiger Widerstand und der das Empfangsgerät störende Sender wird gesperrt. Zum Beispiel war in der DDR ortsabhängig das Sperren starker Ortssender oder von Sendern der GSSD hilfreich, um Westfernsehen oder westdeutsche UKW-Sender empfangen zu können. Auch heute angeboten, dienen solche Sperrkreise dazu, einen oder mehrere UKW-Kanäle, auf denen ein starkes Sendesignal ansteht, zu dämpfen.

### Mehrbandantennen

Skizze einer W3DZZ-Dipolantenne für Mehrbandbetrieb

Ein weiteres Beispiel für die Anwendung von Sperrkreisen ist die Nutzung von Drahtantennen für mehrere Frequenzbänder, beispielsweise bei einer Dipolantenne wie in nebenstehender Skizze dargestellt: Dabei werden in den Dipol der Antenne an bestimmten Stellen Sperrkreise (englisch traps) eingebaut, die deren Resonanz-Länge l1 für das höherfrequente Band bestimmen. Auf diese Weise „endet“ die Antenne für die höhere Frequenz an dieser Stelle des Sperrkreises.
Beim zweiten, niedrigeren Frequenzband wirkt der Sperrkreis induktiv, sodass die Antenne elektrisch verlängert, bzw. mechanisch verkürzt wird und die Gesamtlänge der Antenne bestehend aus der Länge l1 + l2 kann für dieses niedrige Band optimiert werden. Auf diese Weise werden insbesondere von Funkamateuren für mehrere Amateurbänder nutzbare Antennen realisiert, beispielsweise die W3DZZ-Dipolantenne und diverse Modifikationen dieser Grundbauart.

### Telefonsystem
Früher wurden in analogen, kabelgebundenen Telefonnetzen, dem sogenannten POTS, als Zusatzfunktion Gebührenanzeiger verwendet, die durch – parallel zur Sprache – übertragene Zählimpulse gesteuert wurden. Jeder Zählimpuls war eine 150 ms dauernde Schwingung, beispielsweise wurden dafür 16 kHz in Deutschland oder 12 kHz in der Schweiz und Österreich genutzt, die durch einen Saugkreis zum Zählwerk geleitet wurden und für den Telefonteilnehmer durch einen Sperrkreis unhörbar gemacht wurden.